# Ala-Too kirguís
El Ala-Too kirguís (en kirguís: Кыргыз Ала-Тоосу, Kırgız Ala-Toosü, [kərˈɣəs ɑlɑˈtoːsu]; en kazakh: Қырғыз Алатауы, Qyrǵyz Alataýy) també Kyrgyz Alatau, Muntanyes Alexandre, és una serralada que s'estén per una longitud total de 454 km des de l'extrem oest d'Issyk-Kul fins a la ciutat de Taraz, al Kazakhstan. Discorre en direcció est-oest, separant la vall de Txui de la vall de Kochkor, la vall de Suusamyr i la vall de Talas. El Talas Ala-Too es troba al costat del Kyrgyz Ala-Too als voltants del Pas de Töö Ashuu. La part occidental del Kirguiz Ala-Too serveix de frontera natural entre el Kirguizstan i el Kazakhstan.